# Periphanes
Periphanes là một chi bướm đêm thuộc họ Noctuidae.

## Loài
- Periphanes delphinii (Linnaeus, 1758)